# 八面半八面體
在幾何學中，八面半八面體是一種非凸多面體，屬於星形多面體及均勻多面體，也可以歸類在非凸均勻多面體，其索引為U3。八面半八面體由8個正三角形和4個正六邊形組成，且每個頂點對應的角皆相等，因此也可以被歸類為擬正多面體，然而由於這個立體同時具備半多面體的特性，因此被部分學者分成一類新的立體，即擬正半多面體（Versi-Regular Polyhedra），這類立體共有九個，最早在1881年由亞伯特·巴杜羅（Albert Badoureau）發現並描述。特別地，這個立體的邊長與外接球半徑相等。八面半八面體可以與星形八面體共同堆砌填滿空間，因此曾應用於建築結構中。

## 性質
八面半八面體共有12個面、24條邊和12個頂點，是一種十二面體，每個頂點都是2個正三角形和2個六邊形的公共頂點。

### 定向性
八面半八面體是唯一可定向且歐拉示性數為零的半多面體，這意味著其具有拓撲環面的性質。
| 八面半八面體 | 八面半八面體在拓樸上的展開圖可以排佈為分割成8個正三角形和4個正六邊形的菱形。所有頂點的角虧為零 | · 這個展開圖是截半六邊形鑲嵌的一部份，在威佐夫符號中計為3 3 \| 3、考克斯特-狄肯記號計為 |

### 二面角
八面半八面體僅有一種二面角，為三角形和六邊形的棱之交角，其值為三分之一的反餘弦值：
{\displaystyle \cos ^{-1}({\frac {1}{3}})\approx 1.230959417\approx 70.5287^{\circ }}
其值約為70度31分43.6秒

### 頂點座標
由於其凸包為截半立方體，因此其12頂點會與截半立方體相同，為(0, ±1, ±1),(±1, 0, ±1),(±1, ±1, 0)，若邊長為a，則座標要縮放{\displaystyle {\frac {\sqrt {2}}{2}}a}倍。

## 作為簡單多面體
八面半八面體具有抽象多胞形半三角形面和互相相交的六邊形面，但若去除相交的面作為一個簡單多面體，則其可以視為由32個正三角形組成的凹多面體。這種多面體共有32個面、48條邊和13個頂點，其結構與四角化截半立方體拓樸同構，不過四角化截半立方體有18個頂點而這種多面體僅有13個頂點是因為有6個頂點在中心共用。另一方面，這個立體也可以視為由8個正四面體組合而成。:103

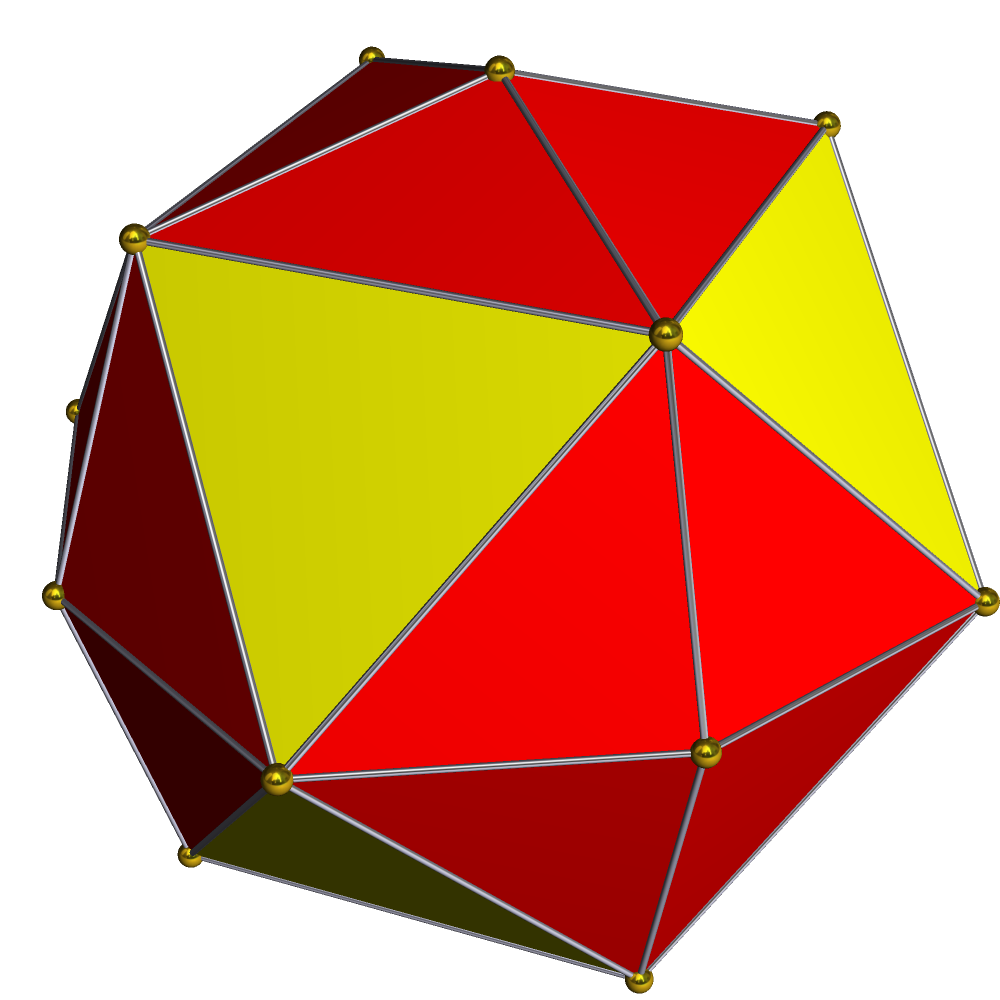
四角化截半立方體
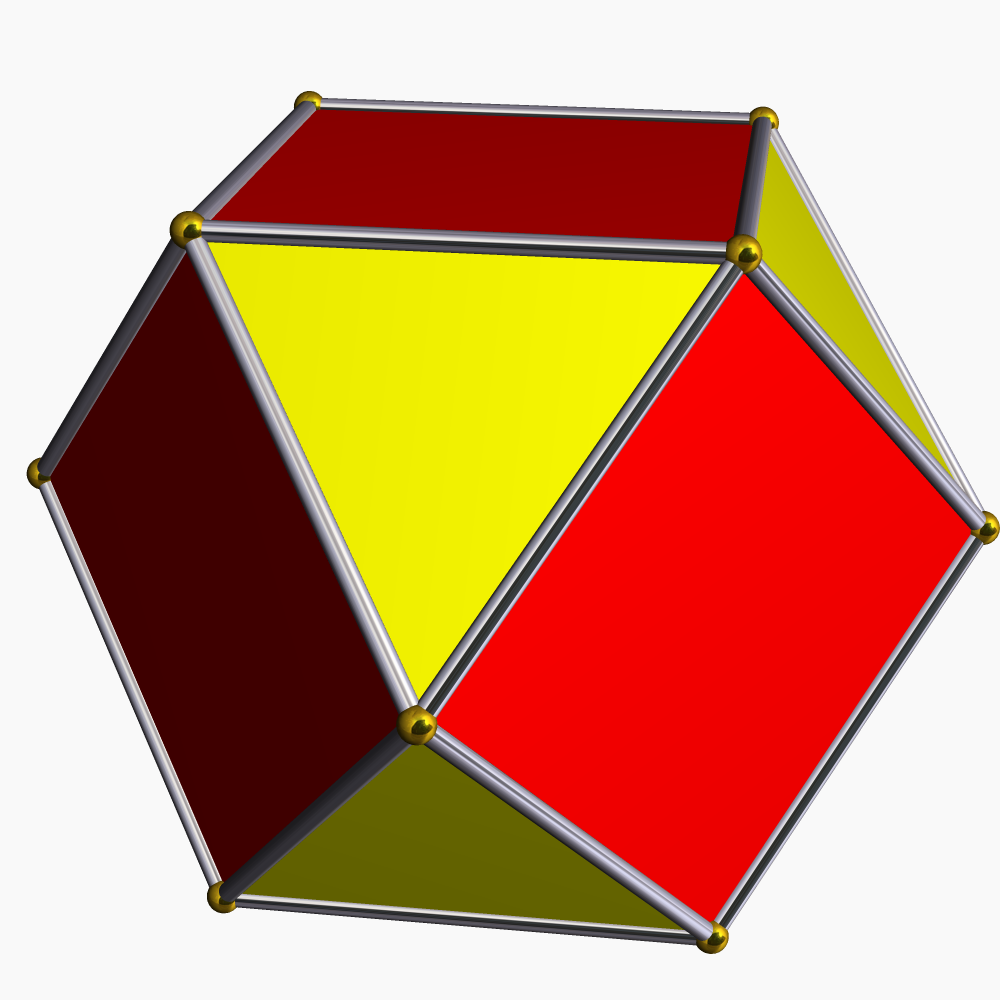
截半立方體
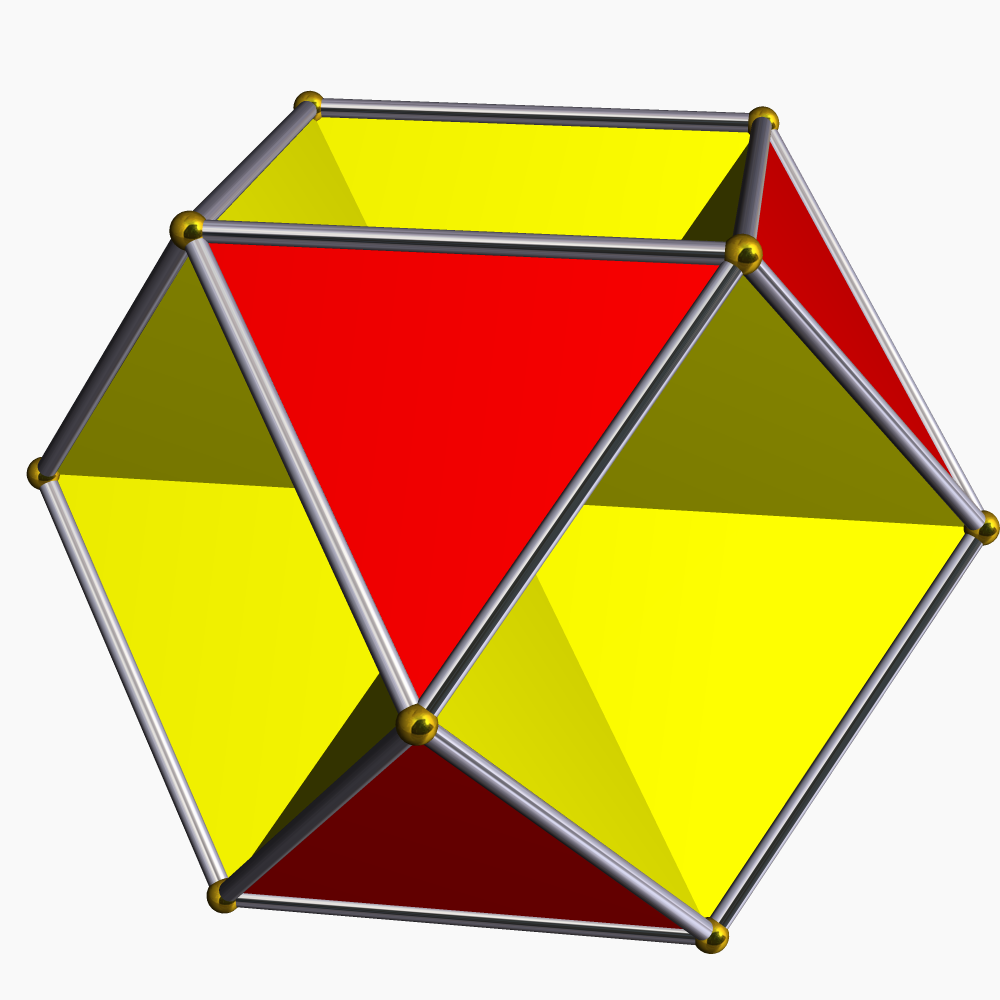
倒四角化截半立方體 八面半八面體

## 對偶多面體
八面半八面體的對偶多面體是八面半無窮星形八面體。其外觀與立方半無窮星形八面體相同。
從定義上來看，對偶多面體的面會與原始立體的頂點圖相同，同時頂點周圍之面的排列方式會和原始立體的面之邊相同，也就是說對偶多面體的頂點圖為原始立體的面。由於八面半無窮星形八面體是八面半八面體的對偶多面體，而八面半八面體的12個頂點皆為4個面的公共頂點，因此八面半無窮星形八面體的面理應具有12個面，每個面由4個邊組成。然而八面半八面體有部分面幾何中心落在整個立體的幾何中心上，因此其對偶多面體的頂點會落在無窮遠處，即無窮实射影平面上的點。一般來說，這樣的立體無法被具象化。為了具像化這種立體，溫尼爾在著作《對偶模型》中將其描述為由無限高的柱體組合構成的立體，在這樣的視覺化方式下，八面半八面體外觀為由4個無限高的六角柱構成的立體。

## 相關多面體
八面半八面體可以被切割重新拼湊成星形八面體。

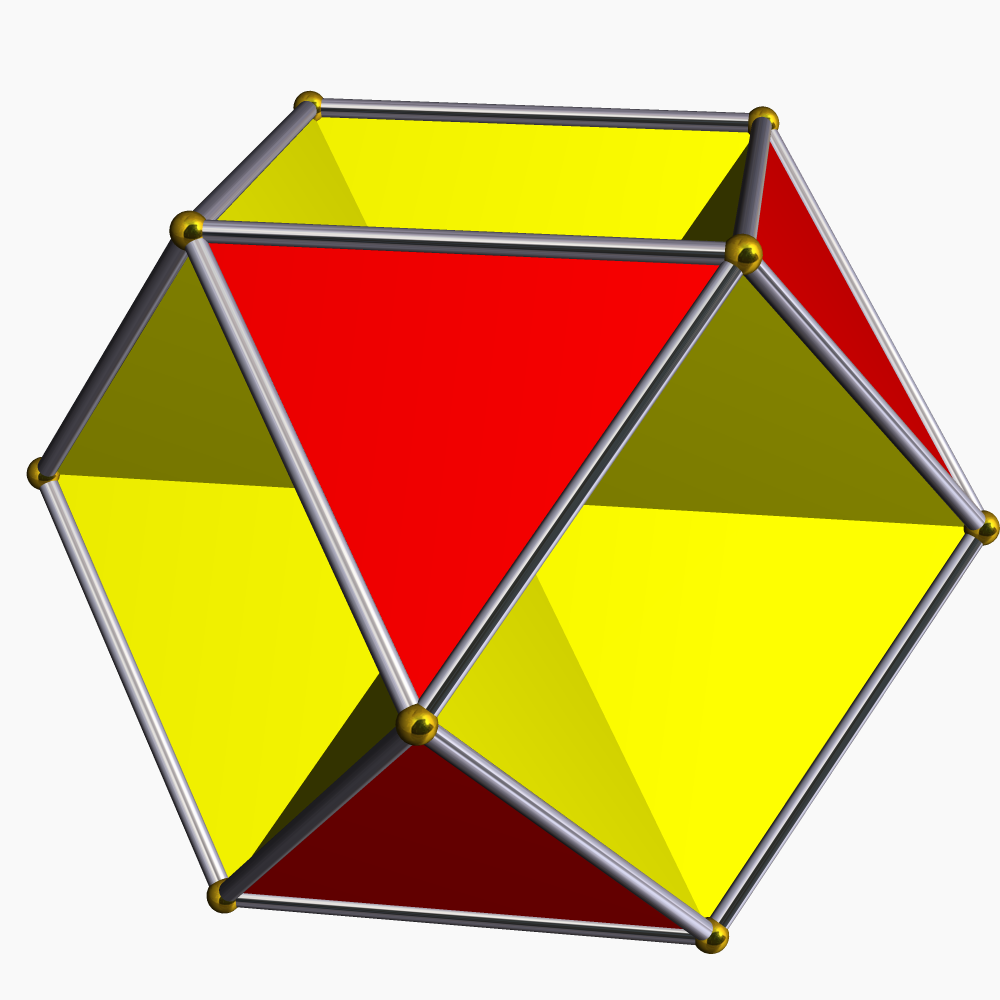
八面半八面體
星形八面體

八面半八面體可透過截去皮特里立方體的所有頂點來構造，也就是說，八面半八面體可以視為截半的皮特里立方體。

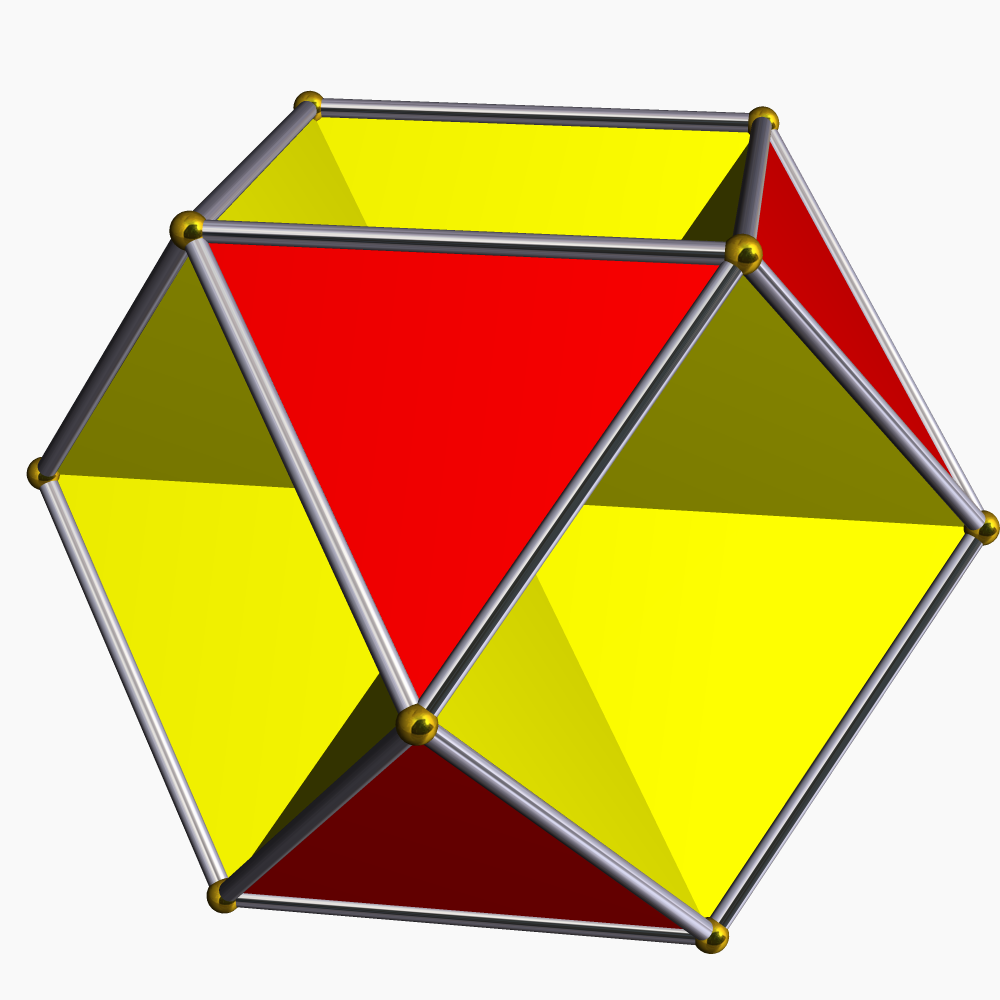
八面半八面體
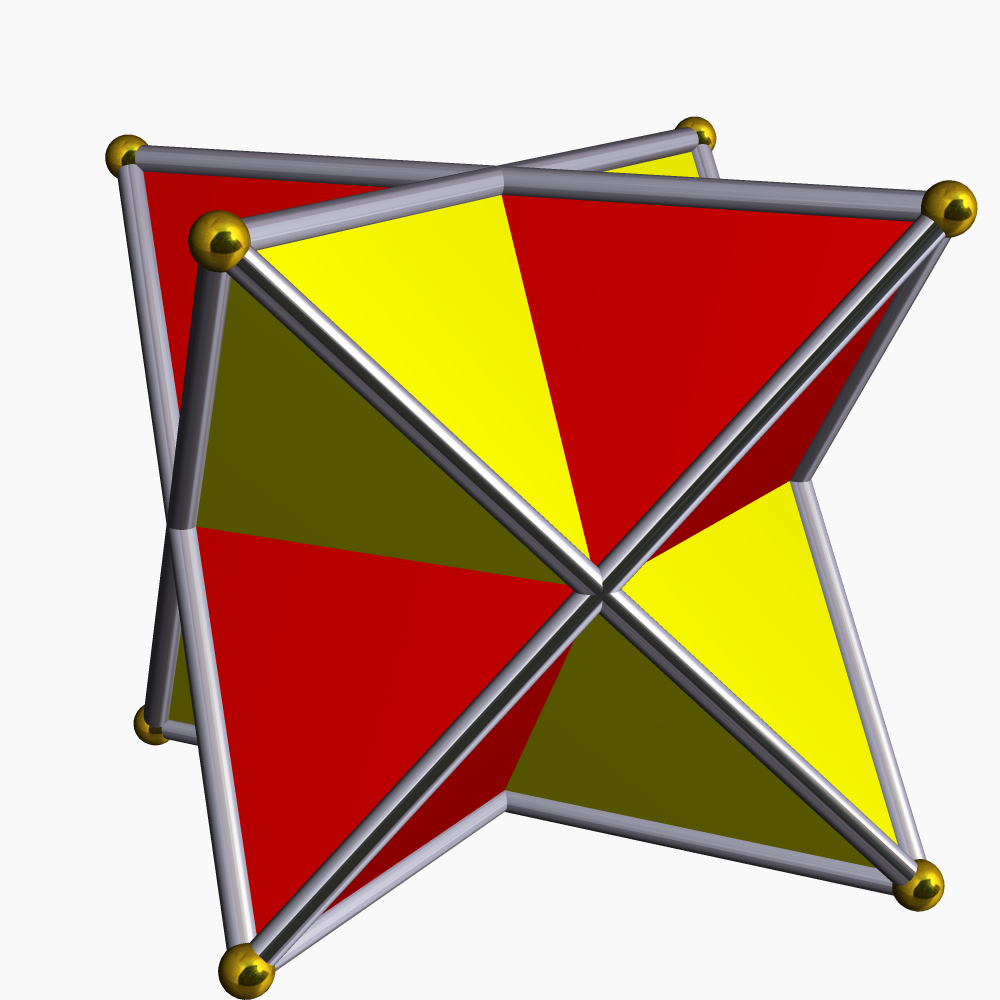
皮特里立方體

八面半八面體可以視為是截半立方體經過刻面後的結果，而立方半八面體也可以視為是刻面的截半立方體。
| 截半立方體                   | 截半立方體               | 立方半八面體                             | 八面半八面體 | 八面半八面體                             |
| 八面體對稱                   | 四面體對稱               | 立方半八面體                             | 八面體對稱   | 四面體對稱                               |
| ---------------------------- | ------------------------ | ---------------------------------------- | ------------ | ---------------------------------------- |
|                              |                          |                                          |              |                                          |
| 2 \| 3 4                     | 3 3 \| 2                 | 4/3 4 \| 3                               |              | 3/2 3 \| 3                               |
| node · 4 · node_1 · 3 · node | nodes_11 · split2 · node | label4-3 · branch_10ru · split2 · node_1 |              | label3-2 · branch_10ru · split2 · node_1 |

## 中心八面半八面體數
中心八面半八面體數是一種排列成八面半八面體的有形數。第n個中心八面半八面體數可以表示為{\displaystyle {\tfrac {4n^{3}+24n^{2}+8n+3}{3}}}。由於八面半八面體數與截半立方體共用相同的頂點排列方式，因此數列前兩項與中心截半立方體數（OEIS數列A005902）相同，第三項開始少去了八面半八面體數相對於截半立方體缺少的6個四角錐
前幾個中心八面半八面體數為：
1, 13, 49, 117, 225, 381, 593, 869, 1217, 1645, 2161, 2773, 3489, 4317, 5265, 6341....（OEIS數列A274974）

## 外部連結
- 埃里克·韦斯坦因. . MathWorld.
- 埃里克·韦斯坦因. . MathWorld.